# Ghatophryne ornata
Ghatophryne ornata es una especie de anfibios de la familia Bufonidae endémica de los Ghats occidentales, en el estado de Kerala, India.
Se encuentra en peligro de extinción crítico debido a su endemismo y la pérdida de su hábitat natural.